# Жёлтая пресса
«Жёлтая пресса» (также бульварная пресса) — обозначение изданий печатной прессы, распространяемых по достаточно низкой цене и специализирующихся на слухах, сенсациях (зачастую мнимых), скандалах, сплетнях о жизни известных людей. Понятия жёлтая пресса и бульварная порой разделяются. Понятие же таблоид относится прежде всего к оформлению.

## Происхождение названия

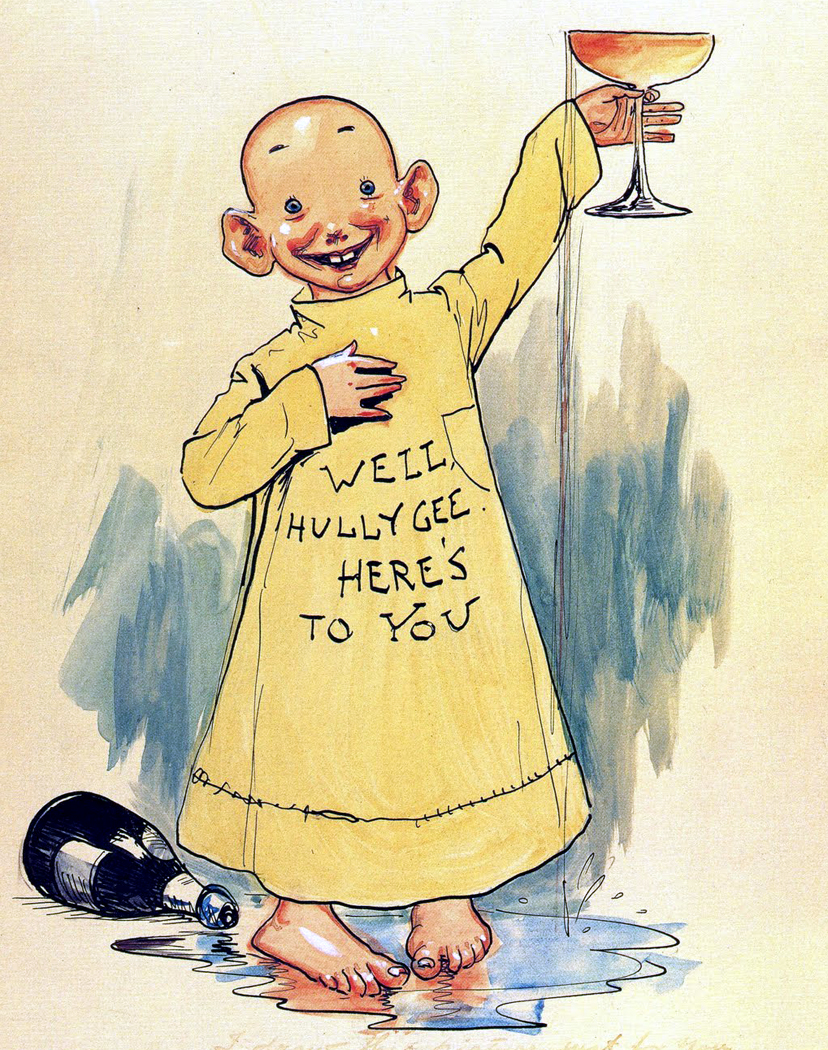
«Жёлтый малыш»

Существует несколько версий по поводу происхождения этого шутливого понятия, впервые появившегося в печати в 1897 году. Согласно одной из них, название произошло от цвета газет, печатавшихся на жёлтой бумаге. Некоторые историки утверждали, что жёлтая пресса разжигала американское общественное мнение с преувеличенными сообщениями о жестокости Испании в попытке подавить восстание на Кубе, конфликт, который привёл к Испано-американской войне.
По другой версии, возникновение связано с разбирательством между газетами «New York World» Пулитцера и «New York Journal American» Херста из-за комикса «Жёлтый малыш» (Yellow Kid) в 1896 году. Этот Малыш своим цветом был обязан китайско-японской войне 1895 года, впервые показавшей Западу волну ура-патриотической истерии в японском обществе (yellow peril), которую он и пародировал — жёлтые малыши имели азиатские черты. Их изображали в неопрятном виде, они также демонстрировали нагловатое поведение.
По третьей версии, термин появился из-за того, что Нью-Йоркская газета «New York World» в 1895 году начала помещать на первой странице рисунок, изображающий ребёнка в жёлтой рубашке, который потешал читателей газет далеко недетскими высказываниями… В порядке конкуренции, такого же «жёлтого малыша» стала помещать другая газета «Нью-Йорк джорнал». Между этими двумя газетами возникли ожесточённые споры из-за права первенства на этот вид сенсации. Редактор газеты «Нью-Йорк пресс» Эрвин Уордман (англ. Ervin Wardman) назвал обе эти газеты, спорившие о «жёлтом малыше», «жёлтой печатью».

## История развития
С процессом зарождения массовой культуры появились такие издания, как «The New York Sun», «The New York Herald» и «The New York Tribune». Уже тогда сексуальная тематика, мотивы смерти, освещение скандалов, преступлений, насилия доминировали на полосах «жёлтых» газет.
Новые способы повышения уровня популярности издания широко использовали Пулитцер («The New York World») и Херст («The San Francisco Examiner», «New York Journal» и др.). Тиражи их газет успешно раскупались не только благодаря оперативному освещению интересных фактов, но и благодаря практике создания так называемых «human-interest stories» — газетных материалов, которые «…больше ориентируются на пробуждение эмоций (сострадание, пафос, юмор, тревога, любопытство), чем на освещение достоверных событий». Сначала Пулитцер, а затем и Херст использовали особый вид сенсационного репортажа, основным методом которого стало смещение центра внимания с самого факта на его подачу.

## В России
До перестройки все печатные издания подвергались цензуре, что ограничивало существование жёлтой прессы. Во время Перестройки была объявлена гласность (позже — свобода слова), после чего некоторые газеты стали использовать эти приемы для увеличения доходности с целью увеличения продаж тиража.
Из работы «Феномен бульварной прессы в постиндустриальном обществе»:

Появление жёлтой прессы в России было процессом специфическим — ещё в дореволюционные времена существовала газета «Копейка», которая позиционировала себя как издание для низших слоёв населения — об этом говорила и цена газеты, и её информационное наполнение. Однако российский XX век в большинстве своём прошёл без «желтизны» по вполне понятным причинам. Начало бульварной прессы и её триумфальное шествие можно отнести к 1986 году, когда в «Московском комсомольце» вышла статья Евгения Додолева про проституток. Говорят, что и сегодня автор нередко вспоминает этот сюжет — тогда это был серьёзный прорыв, потому что на тот момент пресса была пропагандистом и агитатором и не стремилась никоим образом развлекать читателя. Такие публикации стали появляться нечасто, примерно раз в полгода, и производили на публику эффект разорвавшейся бомбы — это было в новинку, это было свежо и интересно.

Первые представители направления появились в 1990-е годы — таблоид «Экспресс-газета», «СПИД-Инфо», еженедельник «Мегаполис-экспресс».
Главный редактор «Вояж и отдых» Владимир Снегирев в 2018 году приводил пример, который считал вершиной «жёлтого бреда» в России 1990-х годов:

Пришёл Ариф Алиев, который прежде сотрудничал с «Экспресс-газетой». Он тогда быстро раскусил специфику бульварной прессы и написал, как мне кажется, материал, который можно было считать вершиной «жёлтого бреда». В его статье, посвящённой эвакуации тела Ленина из Москвы в Тюмень во время войны, утверждалось, что солдаты-эвакуаторы с голодухи съели мумию вождя. И газета эту галиматью напечатала.
Журналист Евгения Пищикова в 2005 году утверждала, что современные жёлтые издания увеличились в числе, поэтому, как отмечают, «Мегаполис-экспресс», являющийся пионером скандальной прессы, уступил своё место «Комсомольской правде» (тираж 35 млн) и другим типичным изданиям («Твой день» — бывш. «Жизнь»). В конце июля 2008 года компания TNS Gallup AdFact (ныне — Mediascope) отметила рост роли рекламы в жёлтой прессе.
В 2009 году Общественная коллегия по жалобам на прессу, в состав которой входили, такие журналисты, как Даниил Дондурей, Алексей Кара-Мурза, Михаил Ненашев, Эдуард Сагалаев, Георгий Сатаров и Николай Сванидзе, рассмотрев жалобу поданную журналистом «Новых известий» Зоей Световой, выступила с критикой газеты «Известия», обвинив издание к желтизне из-за публикации материала Владимира Перекреста «Маркелов и Бабурова оказались вместе неслучайно», обозначенного, как «журналистское расследование», в котором автор, основываясь на единственном свидетельстве знакомых погибших, выдвинул собственную версию причин убийства журналиста «Новой газеты» Анастасии Бабуровой и адвоката Станислава Маркелова, заявив, что всё произошло из-за ревности одного из поклонников Бабуровой, который был членом движения «антифа», и преступник застрелил обоих, после того, как Бабурова его опознала, несмотря на надетую маску[значимость факта?]. Перекрест объяснил своё предположение тем, что Бабурова была членом антифы и могла опознать убийцу и в таком виде, поскольку привыкла видеть своих соратников в масках[значимость факта?].

Исследователи журналистики отмечали на страницах газеты «Московская правда»:
Эталоном бульварной прессы в 90-е годы стали „Экспресс-газета“, „Мегаполис-экспресс“ и „Спид-Инфо“.

## Типологические черты и используемые методы
Евгений Сазонов выделяет следующие особенности жёлтой прессы:
1. Эпатирующее освещение табуированной тематики;
2. Сенсационность;
3. Тематический эклектизм;
4. Доминирование визуальной составляющей над текстовой.

В практику вошли дезинформационные заголовки следующих подвидов:
1. Внетекстуальные заголовки, связанные не с конкретным текстом материала, а с внетекстовой ситуацией, которая более интересна, чем само содержание текста.
2. Заголовки, представляющие собой один из нескольких тезисов публикации. От содержательных заголовков качественной прессы бульварные заголовки отличаются тем, что не выявляют всю суть истории, а привлекают внимание какой-либо деталью. Слова и словосочетания, используемые в заголовках, крайне часто повторяются и опираются на желание людей стать свидетелем некоторого необычного события, либо носителем уникальной информации (которая часто преподносится как информация для избранных). Наиболее яркими примерами словесного однообразия является использование слова «шок», описание подведённых итогов каких-либо событий из жизни общества и его отдельных представителей («названы», «рассказал», «объяснила»), стремление придать сенсационность («раскрыт секрет»), отсылка к якобы уже имеющейся реакции общества («Россия потрясена»).
3. Заголовок, который представляет собой прямое искажение, подтасовку содержащихся в тексте фактов.

В зависимости от типоформирующих признаков и черт, обусловливающих структуру издания, выделяют:
1. Промежуточные издания, которые тяготеют к качественным газетам, но имеют в наличии некоторые основные черты «жёлтых»;
2. Бульварные издания. Они содержат в основном все черты «жёлтых» изданий. Они более банальны по содержанию, если сравнивать их с качественными, и более «меркантильны», чем «промежуточные».
3. Собственно жёлтые издания. Газеты, которые имеют в наличии все основные типоформирующие особенности, отмеченные выше. Отличаются ярко выраженным пафосом гедонизма, сенсационности и откровенной вульгарности.
4. Полупорнографические и порнографические издания[источник не указан 3614 дней], для которых характерно сохранение всех наличествующих черт предыдущих типов и уклон в сторону освещения девиантных половых отношений.

## Мнения
„Жёлтая“ пресса — самое массовое явление в области печатных СМИ и в культуре общества потребления — стала средоточием массовых иллюзий. Жёлтый журнализм — это мета-дискурс, возникший на основе гедонистических мифов, уводящих реципиента от реальности, мифов, исподволь разрушающих интеллект малоразвитой части общества, детей.В. Хорольский